# Падиљионе (Пезаро и Урбино)
Падиљионе (итал. Padiglione) је насеље у Италији у округу Пезаро и Урбино, региону Марке.
Према процени из 2011. у насељу је живело 1826 становника. Насеље се налази на надморској висини од 60 м.